# Gilbert de La Porrée
Gilbert de La Porrée, connu aussi comme Gilbertus Poretta, de préférence à Porretanus, ou Pictaviensis, ou simplement Gilbert de Poitiers, est un théologien scolastique et philosophe français, né à Poitiers en 1076, mort le 4 septembre 1154.
Il est nommé évêque de Poitiers en 1142.

## Biographie
Né à Poitiers, il étudie dans l'école de cette ville, puis à l'École de Chartres, avec pour maître Bernard de Chartres, puis à Laon, où il est l'élève d'Anselme et Raoul de Beaulieu (ou Radulphe)[réf. nécessaire]. Il se fait remarquer par l'étendue et la subtilité de son esprit.
De retour à Chartres, il enseigne la philosophie pendant une quinzaine d'années, où il obtient le titre de chancelier. Il y est rapidement considéré comme un maître important et s'élève contre les paresseux ou les arrivistes qui considèrent la durée de l'étude trop longue et leur conseille de se faire boulanger : « le seul qui accepte tous ceux qui n'ont pas d'autre métiers ou d'autres travail, un métier très facile à exercer et propre surtout à ceux qui cherchent plutôt leur pain que leur instruction » . Il enseigne l'année suivante à Paris, où il a pour élève Jean de Salisbury.
Il participe au concile de Sens en 1141, à l'issue duquel Pierre Abélard est censuré. On dit que l'accusé, l'ayant aperçu, lui lança ce vers d'Horace : Nam tua res agitur, paries cum proximus ardet (« Quand le feu est à la maison voisine, vous pouvez craindre pour la vôtre »). Placé ensuite à la tête de l'école de Saint-Hilaire de Poitiers, il se voit confier, en 1142, le gouvernement du diocèse de Poitiers.

### Concile de Paris
En plein synode, au cours d'un sermon, il produit sur la Sainte-Trinité des propositions qui choquent la foi commune. Deux archidiacres du diocèse croient devoir soumettre ces propositions au Saint-Siège. Il s'agit d'Arnaud — surnommé « qui ne rit pas » — et Calon. Ils partent pour l'Italie et rencontrent à Sienne le pape Eugène III. Celui-ci, forcé de s'éloigner de Rome devant la révolte suscitée par Arnaud de Brescia, avait pris le chemin de la France.
Un concile est ouvert à Paris après les fêtes de Pâques de 1147, auquel participent le pape et plusieurs cardinaux. Bernard de Clairvaux y remplit contre Gilbert le rôle qu'il avait rempli à Sens contre Abélard. Sous la pression de Bernard de Clairvaux et du pape Eugène III, il voit quatre de ses propositions condamnées :
1. L'essence divine n'est pas Dieu ;
2. Un seul Dieu n'est pas trois personnes, bien que trois personnes soient un seul Dieu ;
3. Les attributs divins ne tombent pas sur les personnes divines ;
4. La nature divine n'est point incarnée, mais seulement la personne du Verbe ;
5. Qu'il n'y a pas d'autres mérites que ceux de Jésus-Christ ;
6. Que le baptême n'est réellement conféré qu'à ceux qui doivent être sauvés.

La discussion dure plusieurs jours, mais le pape remet la décision au concile qui doit se tenir à Reims l'année suivante.

### Concile de Reims
À ce concile, ouvert à Reims (dans la « salle du Tau » de l'évêché et non à la cathédrale) le 21 mars 1148, sont présents des cardinaux, des évêques de France, d'Allemagne, d'Angleterre, d'Espagne, et parmi les docteurs, Pierre Lombard et Robert de Melun, Bernard de Clairvaux et son ami le saint abbé Gossuin d'Anchin .
Les quatre thèses incriminées, qui avaient été publiées dans un commentaire sur Boèce (et dans une prose rimée sur la Trinité), sont condamnées au cours du concile, mais Gilbert se rétracte : « Si vous croyez autrement, je crois comme vous ; si vous dites autrement, je dis comme vous ; si vous écrivez autrement, j'écris comme vous », dit-il au pape. On lui reprochait d'avoir enseigné que « la nature divine, ou divinitas, n'est pas Dieu mais la forme par laquelle il est Dieu, de même que l'humanité n'est pas l'homme mais la forme par laquelle elle est homme », bien qu'il n'ait jamais enseigné cela, puisqu'il maintenait la simplicité divine. C'est grâce à son immense érudition théologique qu'il a pu étayer sa doctrine. Plus généralement, Bernard lui reprochait une approche trop dialectique et philosophique de la Trinité et des mystères, comme il en avait été pour Abélard au concile de Sens, huit ans plus tôt.
Le pape condamne les quatre articles et ordonne la correction de l'ouvrage incriminé. Gilbert est acquitté, et se réconcilie avec les archidiacres qui l'ont dénoncé, dont l'un, Calon, deviendra son successeur immédiat sur le siège de Poitiers.
Gilbert meurt en 1154, dans sa ville épiscopale, avec la réputation d'homme religieux et savant. Il est inhumé dans l'église de Saint-Hilaire.

## Théologie
Après le concile de Reims, Bernard lui demande un entretien théologique. L'évêque répond que si Bernard veut comprendre sa pensée, il lui faut avant étudier tous les arts libéraux et aussi les autres.

« La nature de la distinction échappe à certains esprits rudes et sans culture, mais elle doit être affirmée en même temps que la simplicité divine ; elle tient à une condition absolue de la pensée elle-même fondée dans l'être. »

— Gilbert de La Porrée, In librum de Trinitate commentaria, P.L., t. LXIV, col. 1302-1303.
Il distingue entre Dieu (deus) et déité (deitas), ce qui inspirera Maître Eckhart.

## Philosophie
Gilbert de La Porrée se mit à la tête des réalistes de l'universel (Scot Érigène, Anselme de Laon, Guillaume de Champeaux). Pour lui, seul existe l' individuum ou individu (c'est-à-dire qu'il possède une réalité ontologique relative), alors que le dividuum, ou universel, est intelligible par la relation de similitude entre les individus. Gilbert est un platonicien : les formes sont l'image des Idées.
À l'instar de Bernard de Chartres et dans la droite ligne des néoplatoniciens tels le Pseudo-Denys l'Aréopagite, Gilbert de La Porrée affirme que l'homme à la recherche des secrets de la nature, à la recherche de son destin, déchiffrant l'univers, s'y retrouve lui-même. Quant à Dieu, pour les Chartrains, il n'agit que par ses lois, s'étant retiré du monde qu'il a créé.
Gilbert fait une distinction entre le quod est (ce qui est) et le quo est (par quoi c'est). Selon Alain de Libera, « la distinction quo est / quod est est peut-être l'acquis le plus important de la métaphysique préscolastique ».
Il divise les prédications (attributions) en substances (substantiae), inhérences (inhaerentiae) et adhérences (adhaerentiae). Son commentaire du Contra Eutychen et Nestorium de Boèce distingue entre ce qui inhère, ce qui est présent de l'extérieur et ce qui s'attache de quelque manière extrinsèque. Un Clarembaud d'Arras critiquera le système conceptuel de Gilbert de La Porrée pour sa difficulté, voire son obscurité (J. Jolivet).

## Postérité
Gilbert de La Porrée forma de nombreux disciples, les porrétains, tels Nicolas d'Amiens, connu par son De arca fidei, l'anglais Jourdain Fantosme, Yves de Chartres (ne pas confondre avec l'évêque Yves de Chartres), Jean Beleth, auteur du Rationale divinum officiorum, Ébrart de Béthune, Otton de Freising, Raoul Ardent et enfin Jean de Salisbury.

## Liste des œuvres
- Gilberti Pictaviensis, Glossa media in Psalmos et epistolas Pauli. Editio electronica in fieri, fontibus repertis, textuque emendato, Edition numérique dynamique, éd. M. Morard et coll., in Sacra-Pagina. IRHT-CNRS, 2022-2024 (en cours)  (Psaumes : extraits ; épîtres pauliniennes : texte intégral établi à partir du texte de base procuré par Karlfried Froehlich,Gilbert of Poitiers: Commentary on the Pauline Epistles Transcription of MS Zwettl 58 )

- Karlfried Froehlich, « Gilbert of Poitiers: Commentary on the Pauline Epistles Transcription of MS Zwettl 58. Introduction », p. i-xiii  ;

- Gilbert of Poitiers: Commentary on the Pauline Epistles Transcription of MS Zwettl 58, éd. Karlfried Froehlich, Princetown, 2021, p. 1-313

- Commentarium in Boethii Opuscula Sacra, éd. N. M. Häring, Toronto, Pontifical Institute of Medieval Studies, 1966.

- T. Gross-Diaz,The Psalms Commentary of Gilbert of Poitiers. From Lectio Divina to the ^ture Room, Leiden: Brill, 1996

- La prose rimée sur la Trinité, mentionnée au concile de Reims est perdue.

### Œuvres apocryphes[Note 2]
- Sermon sur le Cantique des Cantiques
- des Commentaires, sur Jérémie et sur l'Apocalypse.
- Deux lettres, une à Bernard de Clairvaux et l'autre à l'abbé de Saint-Florent.
- De sex Principiis ou Liber sex principiorum [Des six Principes] (PL. t. CLXXXVIII, col. 1257-1270).
- Livre des Causes (Liber de causis) est un traité remanié de Proclus.
- Livre des 24 philosophes.

#### LeLivre des six principes
C'est Roland de Crémone et Albert le Grand qui attribuaient, les premiers, ce texte à Gilbert. Osmond Lewry a montré qu'il n'est pas de Gilbert.
On connait les dix Catégories ou classifications d'Aristote qui forment le premier livre de l’Organon. Parmi ces dix Catégories, le Stagirite semble s'être attaché de préférence aux quatre premières, la substance, la quantité, la relation, la qualité. Aussi estimait-on que ses explications étaient insuffisantes sur les six dernières, l'action, la passion, le lieu, le temps, la situation, la manière d'être. C'est pour compléter l'œuvre du philosophe grec que Gilbert composa le Livre des six principes, ou des six dernières catégories d'Aristote.
Ce livre a été souvent imprimé in antiquis latinis Aristotelis editionibus, à la suite des Catégories d'Aristote. Devenu un classique de l'université, rangé parmi les œuvres d'Aristote, Porphyre et Boèce, il fut commenté par Albert le Grand et Gilles de Rome.

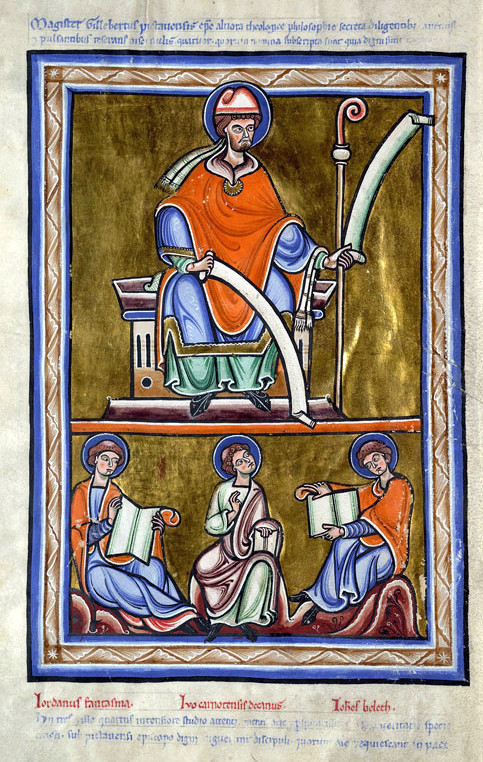
Gilbert de La Porrée et ses disciples : Jourdain Fantosme, Yves de Chartres et Jean Beleth, 1170-1175.

### Œuvres de l'école porrétienne
- Compendium logicae porretanum (Compendium porrétien de logique), in Cahiers de l'Institut du Moyen Âge grec et latin (CIMAGL), XLVI (1983), p. 1-113.